# Martin Jakubko
Matin Jakubko, född den 26 februari 1980, är en slovakisk fotbollsspelare som spelar för klubben Ružomberok.